# 미국 대통령 계승순위
미국 대통령 계승순위(영어: United States presidential line of succession)는 미국 대통령이 사망, 사임 혹은 탄핵 당했을 때 대통령직을 승계하는 순서를 나타낸다.

## 현행 계승 순위
《미국 헌법》과 《1947년 대통령 승계법》에 의거한 현행 계승 순위는 다음과 같으며, 이들 중 한 명이 지정생존자로 지정돼 행사 중 안전 시설에서 대기하게 된다.
| 설명 | 민주당 = 민 |
| 설명 | 공화당 = 공 |
| 설명 | 무소속 = 무 |
| 설명 | 승계 불능   |

| 순위 | 직위                | 현직                         |
| ---- | ------------------- | ---------------------------- |
| 1    | 부통령(상원의장)    | J. D. 밴스 (공)              |
| 2    | 하원 의장           | 마이크 존슨 (공)             |
| 3    | 상원 임시의장       | 척 그래슬리 (공)             |
| 4    | 국무부 장관         | 마르코 루비오 (공)           |
| 5    | 재무부 장관         | 스콧 베센트 (공)             |
| 6    | 국방부 장관         | 피트 헤그세스 (공)           |
| 7    | 법무부 장관         | 팸 본디 (공)                 |
| 8    | 내무부 장관         | 더그 버검 (공)               |
| 9    | 농무부 장관         | 브룩 롤린스 (공)             |
| 10   | 상업부 장관         | 하워드 러트닉 (공)           |
| 11   | 노동부 장관         | 로리 차베즈드레머 (공)       |
| 12   | 보건복지부 장관     | 로버트 F. 케네디 주니어 (무) |
| 13   | 주택도시개발부 장관 | 스콧 터너 (공)               |
| 14   | 운수부 장관         | 숀 더피 (공)                 |
| 15   | 에너지부 장관       | 크리스 라이트 (공)           |
| 16   | 교육부 장관         | 린다 맥마흔 (공)             |
| 17   | 보훈부 장관         | 더그 콜린스 (공)             |
| 18   | 국토안보부 장관     | 크리스티 노엠 (공)           |

## 계승 자격

### 자격요건
대통령직 계승권을 갖기 위해선 미국 태생이면서 35세 이상이며, 미국 내에 최소한 14년 이상을 거주한 시민권자여야 한다. 이 자격요건은 미국 헌법 2조 1항 5절과 대통령 승계법에 명시돼 있다.

### 권한대행의 경우
권한대행 역시 계승 자격이 있다. 2002년 세워진 싱크탱크 정부연속성위원회(Continuity of Government Commission)는 다음과 같이 설명하고 있다.
현행 대통령 승계법의 표현은 상원의 확인에 관한 1886년 법에 비해 불명확하다. 1886년 법에는 "이런 관리들은 반드시 상원의 조언과 동의에 의해 임명되어야 하는 관리들인데"라고 적혀진 반면, 현행 법에는 "상원의 조언과 동의에 의해 임명된 관리들"이라고 되어 있다. 문자 그대로 읽자면, 현행 법의 의미는 장관 권한대행 역시 해당 직위를 얻기 위해 상원의 확인을 받았다면 계승 순위에 들어갈 수 있다. 해당 부서의 장관이 자리에서 물러났을 때 해당 부서의 서열 2위인 (차관이) 권한대행을 하는 것은 특별한 일이 아니다. 이 규정에 대해 약간의 논란은 있지만, 법의 표현은 분명히 장관 권한대행도 계승 서열에 있음을 허락하고 있다.

## 1945년 계승순위 변경
프랭클린 루스벨트의 뒤를 이어 대통령이 된지 2달이 되는 해리 트루먼은 하원의장과 상원 임시의장을 내각에 앞서 계승서열에 배치하자고 제안했다.
이는 대통령 스스로 자신의 직위를 계승할 사람을 지명하지 못함을 의미한다. 국무부 장관을 비롯한 다른 내각의 직위는 대통령에 의해 임명되지만, 하원 의장과 상원 임시의장은 선출직이기 때문이다. 하원 의장은 하원이 직접 선출하며, 상원 임시의장은 관례상 상원 다수당의 최장기 연임 상원의원에게 돌아간다. 미국 의회는 트루먼의 제안을 수용해 계승 순위가 바뀌게 된다.

## 헌법적 기초
미국 헌법의 세 군데에 대통령 계승 방식이 언급되어 있다. 헌법 2장 1절, 제20차 개정헌법의 3절, 그리고 제25차 개정헌법이다.
- 헌법 2장 1절 6항은 부통령을 대통령 제1계승자로 지명하고 있으며, 대통령, 부통령 모두 유고 상태일 경우 법에 의해 의회가 결정하도록 되어 있다. 현재 계승 방식을 결정하는 법안은 1947년 대통령 승계법이다.

- 20차 개정헌법 3절에 따르면, 만약 대통령 당선자가 임기를 시작하기 전에 사망할 경우, 부통령 당선자가 대통령 취임일에 대통령이 되어 원래 임기를 채우도록 되어 있다. 또한 이 조항은 대통령 취임일날까지 대통령이 결정되지 않거나, 대통령 당선자가 자격을 갖추지 못한 경우, 부통령 당선자가 대통령이 선출되거나, 대통령 당선자가 자격을 갖출 때까지 대통령 임기를 수행하도록 되어 있다. 또한 3절은 대통령 당선자와 부통령 당선자 모두 자격을 갖추지 못했거나, 직을 수행할 수 없는 상태일 때 법에 의해 의회가 결정하도록 되어 있다.

- 1967년 통과된 제25차 개정헌법의 2항 1절에 따르면, 부통령은 대통령의 직접적 계승자다. 만약 대통령이 사망하거나, 하야하거나, 탄핵당한 경우 부통령이 대통령이 된다. 25차 개정헌법은 또한 대통령이 외과수술을 받거나 정신적으로 불안정한 상황일 때처럼 일시적으로 직위수행이 불능해 부통령이 대통령직을 승계할 경우 공석이 된 부통령직을 대통령이 맡고 의회가 이를 승인하도록 했다. 이전까지는 부통령이 대통령직을 계승하거나 부통령직에서 물러날 경우 부통령직은 다음 대선 때까지 공석으로 남았다.

## 같이 보기
- 지정생존자